# Stazione di Bovolone
La stazione di Bovolone è una stazione ferroviaria posta sulla linea Verona-Rovigo, a servizio dell'omonimo comune.

## Strutture e impianti
La stazione si presenta come un fabbricato viaggiatori composto su due livelli, attualmente abbellito da opere di arte di strada. Al piano inferiore sono posizionate la Sala d'Attesa (inutilizzata e chiusa da anni), l'Ufficio Movimento e la Sala Relè. Il piano superiore è riservato ad abitazione, un tempo del custode dell'edificio.
Il piazzale binari ne presenta quattro passanti. Quelli utilizzati per il servizio regionale sono due.
La stazione disponeva di uno scalo merci con magazzino che nel 2008 è stato ristrutturato e ospita ora la sede dei Vigili del Fuoco volontari di Bovolone.

## Movimento

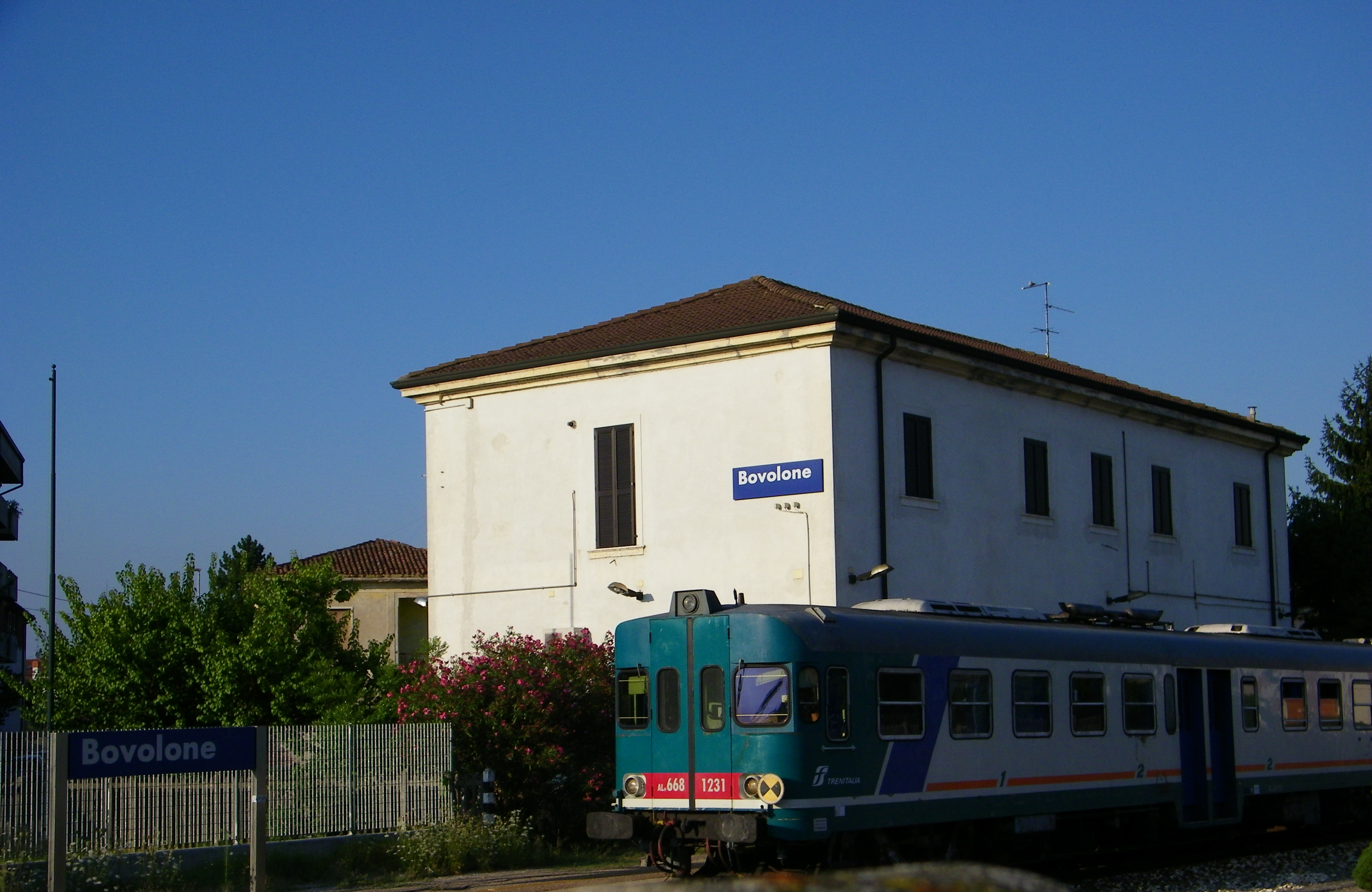
Arrivo di un ALN 668 alla stazione ferroviaria di Bovolone in direzione Verona Porta Nuova

L'impianto è servito dai treni regionali della linea Verona-Rovigo servita da Trenitalia nell'ambito del contratto di servizio stipulato con la Regione Veneto.
In precedenza, fino al 31 agosto 2024, il servizio ferroviario era gestito da Sistemi Territoriali.

## Interscambi
La stazione dispone di:
- Fermata autobus